# Cryptachaea fresno
Cryptachaea fresno là một loài nhện trong họ Theridiidae.
Loài này thuộc chi Cryptachaea. Cryptachaea fresno được Herbert Walter Levi miêu tả năm 1955.